# NGC 483
NGC 483 é uma galáxia espiral (S) localizada na direcção da constelação de Pisces. Possui uma declinação de +33° 31' 14" e uma ascensão recta de 1 horas, 21 minutos e 56,3 segundos.
A galáxia NGC 483 foi descoberta em 11 de Novembro de 1827 por John Herschel.